# Урал Волк
ИМЗ-8.1238 «Ура́л Волк» — первый российский чоппер, производился Ирбитским мотоциклетным заводом с 1998 года по 2011 год

## История
Создан на базе мотоцикла «Урал Кобра» с добавлением амортизаторов. На выставке в Нижнем Тагиле в 2000 году мотоцикл получил похвалы от президента Владимира Путина в ходе небольшой презентации.
«Урал Волк» был спроектирован заводскими инженерами при участии байкерского клуба «Ночные волки».
Отличием данной модели от всей выпускаемой заводом линейки мотоциклов является длинная база, расстояние между передней и задней осями равно 1690 миллиметрам.